# Мёрдок, Джеймс (историк)
Джеймс Мёрдок (англ. James Murdoch ; 27 сентября 1856, Стоунхейвен, Шотландия — 30 октября 1921, Сидней,Новый Южный Уэльс, Австралия) — британский учёный, историк-японист, журналист, писатель.

## Биография
Окончил Абердинский университет. Позже учился в Вустер-колледже, университетах Оксфорда, Гёттингена и Парижа. Ученик Теодора Бенфея, под руководством которого изучал санскрит.
В 1880 году отправился в Австралию. Учительствовал в Квинсленде, работал директором школы. Позже работал журналистом в радикальном националистическом журнале «Boomerang» («Бумеранг»). В серии статей предсказал, что в течение нескольких поколений австралийские колонии создадут независимую республику, которая революционным путём станет социалистической, если суровые условия жизни рабочего класса Австралии и дальше будут ухудшаться.
В 1880-х годах переехал в Японию, где стал консультантом по иностранным делам при дворе императора Мэйдзи. В 1889—1893 годах — преподаватель английского языка, профессор европейской истории в Первой высшей школе (позже, Токийский императорский университет). В числе его известных учеников был Нацумэ Сосэки, один из основоположников современной японской литературы. С 1890 г. одновременно работал в Японии журналистом. Выступал в австралийской и японской прессе со статьями о тяжелом положении китайских рабочих-кули и японских горняков, позднее — по вопросам японской истории и литературы.
Одновременно с педагогикой, занимался литературной деятельностью. В 1892 году издал сборник рассказов «From Australia and Japan» («Из Австралии и Японии», три переиздания), роман «Ayame-san» («Аяме-сан») и несколько иллюстрированных путеводителей.
В 1893 года Мёрдок покинул Японию, чтобы присоединиться к коммунистической экспериментальной общине «Новая Австралия» в Парагвае. Однако к моменту его прибытия около трети колонистов уехали из «социалистического рая», которым он себе её представлял. В общине он нашёл лишь нищету, раздор и болезни. После нескольких дней пребывания там, Мёрдок отправился в Лондон, оставив своего 12-летнего сына в Южной Америке.
Следующие пять месяцев он провёл в Британском музее, переводя европейские религиозные тексты XVI века, найденные в Японии. Позже вернулся в Японию, где оставался до 1917 года.
С 1917 г. преподавал японский язык в Королевском военном колледже и Сиднейском университете. Профессор Мельбурнского университета (Австралия). Читал лекции по истории Японии и японского языка.
Умер от рака.

## Научная деятельность
Дж. Мёрдоку принадлежит более 60 научных работ и 130 публикаций на 4 языках .
Автор фундаментального 3-томного труда «A history of Japan» («История Японии» т. 1-3, N. Y., 1926), охватывающего историю с древнейших времен до революции 1867—1868 годов включительно, первой всеобъемлющей истории Японии на английском языке. Стремился рассматривать исторический процесс с материалистических позиций.

## Избранные публикации
- A history of constitutional reform in Great Britain and Ireland : with full account of the three great measures of 1832, 1867 and 1884, 1885
- The narrative of a Japanese; what he has seen and the people he has met in the course of the last forty years, 1890 (в соавт.)
- Ayame-san, a Japanese romance of the 23rd year of Meiji (1890), 1892
- From Australia and Japan, 1892
- The Nikkō district, 1893
- Scenes from the Chiushingura and the story of the forty-seven Rōnin, 1893
- A history of Japan, 1903
- Scenes from open air life in Japan, 1910 (в соавт.)